# Герои неба: Вторая Мировая
Герои неба: Вторая Мировая — компьютерная игра в жанре Аркада, разработанная Fly Games. Игра была выпущена только для PC. Издателем игры является компания «Новый Диск».

## Об игре
Игра посвящена событиям Второй мировой войны. В игре представлены такие стороны конфликта как: Германия, СССР, США, Англия и Япония. В игре присутствуют 10 кампаний и 376 динамических миссий. Всего в игре доступно 25 самолётов Германии, СССР, Англии, США и Японии.